# 公孫邃
公孫 邃（こうそん すい、生年不詳 - 495年）は、中国の北魏の軍人・政治家。字は文慶。本貫は燕郡広陽県。

## 経歴
公孫質（公孫表の子）と雁門李氏のあいだの次男として生まれた。はじめ選部吏となり、精勤を積んで南部長となった。上申が優れていたため、南部尚書に転じ、范陽侯の爵位を受け、左将軍の位を加えられた。487年（太和11年）、孝文帝の命を受けて上谷公張儵とともに兵を率いて南朝斉の舞陰戍を攻撃した。
孝文帝と文明太后の引見を受けて、畿内と京城を3部に分割する案について賛否を訊ねられると、公孫邃は民衆の納税が簡素化するとして賛意を示した。貴賤の等級について上奏して、孝文帝の承認を得たが、自ら提案した新等級によって襄平伯に降封された。使持節・安東将軍・青州刺史として出向した。後に青州刺史のまま鎮東将軍の位を加えられ、東夷校尉を兼ねた。
495年（太和19年）、東夷校尉公孫邃在官のまま死去した。

## 子女
- 公孫同始（襄平伯、給事中）
- 公孫同慶（司徒田曹参軍、李崇の下で驃騎府外兵参軍となり北伐に従軍）

## 伝記資料
- 『魏書』巻33 列伝第21
- 『北史』巻27 列伝第15